# Literaturjahr 1944
Liste der Literaturjahre

◄◄ | ◄ | 1940 | 1941 | 1942 | 1943 | Literaturjahr 1944 | 1945 | 1947 | 1948 | ►

Weitere Ereignisse

## Ereignisse

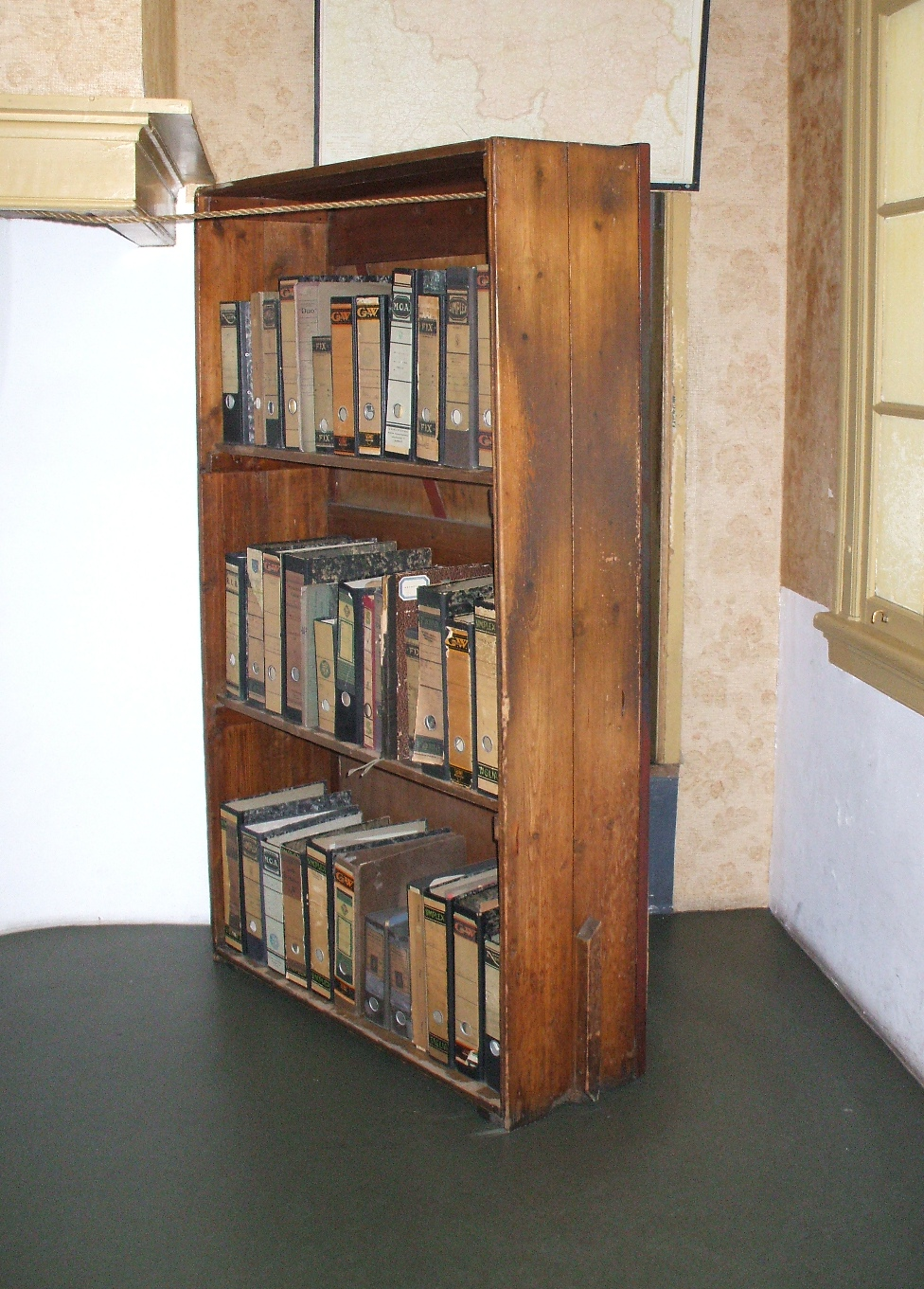
Rekonstruktion der Bücherregal-Tür zum Versteck der Familie Frank im Hinterhaus

- 10. Juni: Zusammen mit ihrer Lebensgefährtin Simone Gentet wird die im französischen Exil lebende Schriftstellerin und Bildhauerin Christa Winsloe, Autorin des 1931 als Mädchen in Uniform verfilmten Bühnenstücks Gestern und heute, erschossen.
- 01. August: Anne Frank verfasst den letzten Eintrag in ihrem Tagebuch.
- 24. August: Joseph Goebbels verfügt den „Totalen Kriegseinsatz der Kulturschaffenden“. Das hat mit Inkrafttreten der Verfügung am 1. September die Schließung fast aller deutschen und österreichischen Theater und Kulturbetriebe zur Folge. Künstler, die nicht auf der sogenannten Gottbegnadeten-Liste stehen, werden auch zu sogenannten „kriegswichtigen Tätigkeiten“ herangezogen. Nicht betroffen sind z. B. das Wiener Konzerthaus, die Berliner Philharmoniker und die Wiener Philharmoniker. Das Kabarett Simpl in Wien profitiert von seinem Luftschutzkeller und darf den Betrieb aufrechterhalten.

### Prosa
- Die britische Schriftstellerin Georgette Heyer veröffentlicht die Regency Romance Friday’s Child (Lord Sherry).
- Die britisch-australische Autorin P. L. Travers veröffentlicht den dritten Teil ihrer Mary Poppins-Romanreihe Mary Poppins Opens the Door (Mary Poppins öffnet die Tür).
- Mit The Pass erscheint der Debütroman des amerikanischen Schriftstellers Thomas Savage.
- Von Louis Aragon erscheint der Roman Aurélien.

### Drama
- 14. März: Die in der Emigration entstandene Komödie Jacobowsky und der Oberst wird von Franz Werfel am Martin Beck Theatre in New York City in einer englischen Fassung uraufgeführt.
- 27. Mai: Am Théâtre du Vieux-Colombier im immer noch von Deutschland besetzten Paris wird Jean-Paul Sartres Theaterstück Huis clos (Geschlossene Gesellschaft) uraufgeführt.
- 01. November: Die Komödie Mein Freund Harvey von Mary Chase wird mit großem Erfolg am 48th Street Theatre in New York City uraufgeführt. Das Stück läuft rund fünf Jahre am Broadway, erreicht 1775 Aufführungen und erhält 1945 den Pulitzerpreis.
- 26. Dezember: Die Glasmenagerie, ein „Spiel der Erinnerungen“ von Tennessee Williams, wird am Civic Theater in Chicago uraufgeführt. Das Stück bedeutet den künstlerischen Durchbruch des Autors.

### Periodika
- 16. November: Die schwedische Boulevardzeitung Expressen wird gegründet.
- 18. Dezember: Die französische Tageszeitung Le Monde erscheint mit ihrer Erstausgabe.
- Im Herbst stellt die Münchner Literaturzeitschrift Das Innere Reich ihr Erscheinen endgültig ein.

### Sachliteratur
- Im New York Institute of Social Research erscheint Dialektik der Aufklärung von Max Horkheimer und Theodor W. Adorno unter dem Titel Philosophische Fragmente. Die unter Mitwirkung von Gretel Adorno entstandene Sammlung von Essays gilt als eines der grundlegenden und meistrezipierten Werke der Kritischen Theorie der Frankfurter Schule.

### Preisverleihungen

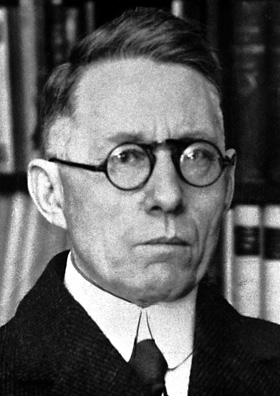
Johannes Vilhelm Jensen 1944

- Dezember: Der dänische Schriftsteller Johannes Vilhelm Jensen erhält „für die seltene Kraft und Fruchtbarkeit seiner Dichterfantasie, verbunden mit umfassendem Intellekt und kühner schöpferischer Stilkunst“ den Nobelpreis für Literatur. Die Verleihung erfolgt 1945. Es ist die erste Verleihung seit 1940.
- Premio Nadal: Carmen Laforet für Nada

## Geboren

### Januar bis März
- 05. Januar: Peter Zingler, deutscher Schriftsteller und Drehbuchautor  († 2022)
- 06. Januar: Jens Johler, deutscher Schriftsteller
- 08. Januar: Richard Bowes, US-amerikanischer Autor von Science-Fiction und Fantasy († 2023)
- 08. Januar: Terry Brooks, US-amerikanischer Schriftsteller
- 08. Januar: Gudrun Mebs, deutsche Schriftstellerin
- 12. Januar: Fatos Kongoli, albanischer Schriftsteller
- 17. Januar: Françoise Hardy, französische Schlagersängerin, Texterin, Komponistin und Filmschauspielerin († 2024)
- 17. Januar: Jan Guillou, schwedischer Journalist und Romanautor
- 17. Januar: Einar Schleef, deutscher Schriftsteller und Regisseur († 2001)
- 21. Januar: Anna Dünnebier, deutsche Schriftstellerin
- 23. Januar: Hugo Achugar, uruguayischer Schriftsteller, literarischer Essayist und Dozent
- 24. Januar: David Gerrold, US-amerikanischer Schriftsteller von Fantasy-Romanen
- 25. Januar: Alfred Gulden, deutscher Schriftsteller, Lieder- und Filmemacher
- 26. Januar: Angela Davis, US-amerikanische Bürgerrechtlerin, Soziologin und Schriftstellerin Angela Davis

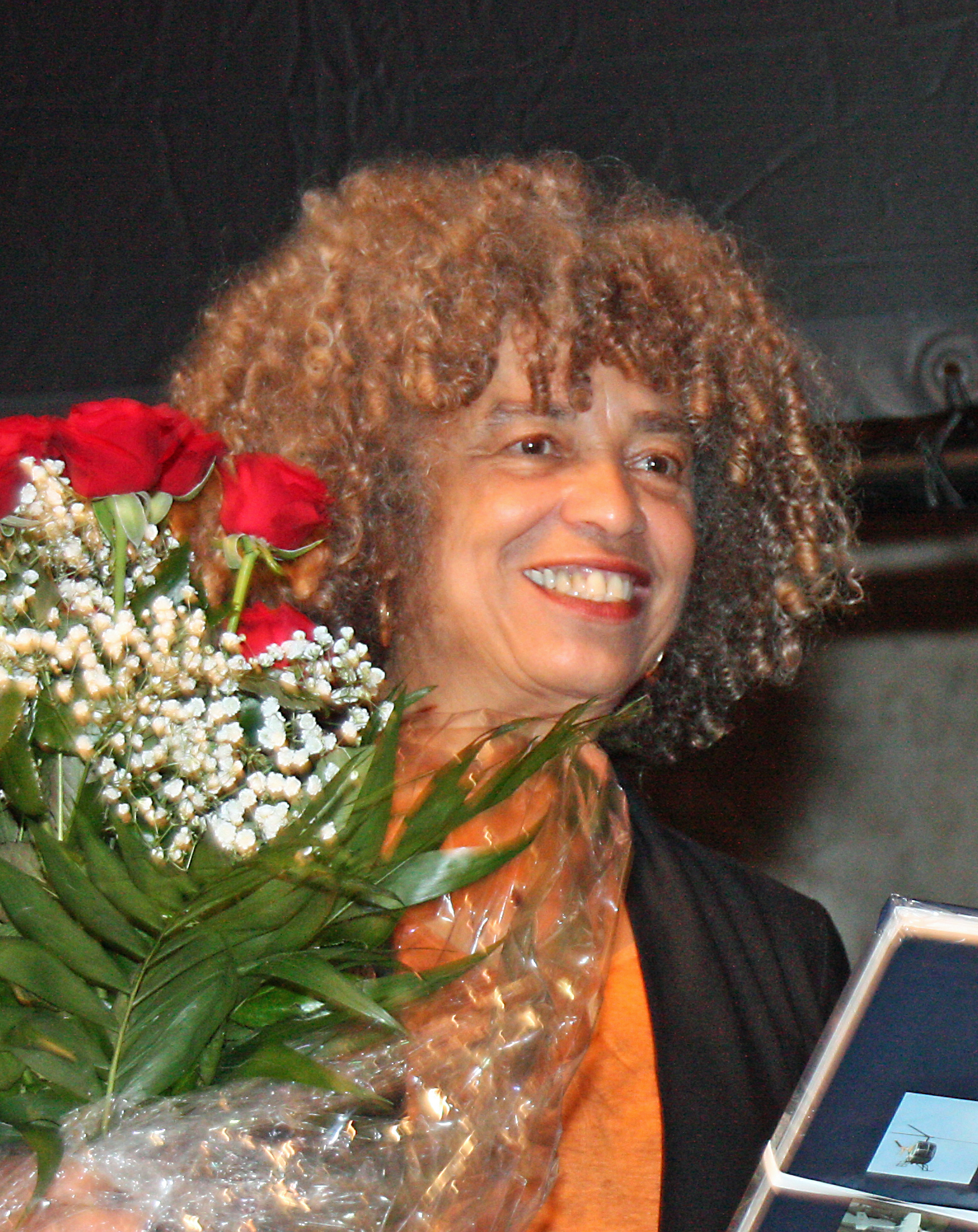
Angela Davis

- 27. Januar: Kevin Coyne, britischer Rockmusiker, Maler und Autor († 2004)

- 09. Februar: Štěpán Neuwirth, tschechischer Schriftsteller und Publizist
- 09. Februar: Alice Walker, US-amerikanische Schriftstellerin
- 14. Februar: Carl Bernstein, US-amerikanischer Journalist
- 16. Februar: Richard Ford, US-amerikanischer Schriftsteller
- 17. Februar: Freddy Ginebra, dominikanischer Kulturmanager, Schriftsteller und Journalist
- 21. Februar: Ingomar von Kieseritzky, deutscher Schriftsteller († 2019)
- 22. Februar: Felice Picano, US-amerikanischer Schriftsteller und Verleger († 2025)
- 23. Februar: Bernard Cornwell, britischer Schriftsteller
- 23. Februar: John Sandford, US-amerikanischer Schriftsteller
- 25. Februar: Campbell Armstrong, britischer Drehbuchautor, Hochschullehrer und Autor († 2013)
- 26. Februar: Charles Lillard, kanadischer Dichter und Historiker († 1997)

- 05. März: Jakob Hessing, israelischer Germanist, Essayist und Schriftsteller
- 08. März: Alexander Ziegler, Schweizer Schauspieler, Publizist und Schriftsteller († 1987)
- 12. März: Peter Orloff, deutscher Schlagersänger, Komponist, Texter, Produzent und Schauspieler
- 14. März: Peter-Paul Zahl, deutscher Schriftsteller († 2011)
- 15. März: Elmar Ferber, deutscher Filmemacher, Autor und Verleger († 2008)
- 15. März: Josef Joffe, deutscher Journalist
- 15. März: Elisabeth Plessen, deutsche Schriftstellerin und Übersetzerin
- 26. März: Reinhold Andert, deutscher Liedermacher und satirischer Autor
- 30. März: Gert Heidenreich, deutscher Schriftsteller, Journalist und Fernsehsprecher

### April bis Juni
- 03. April: Lamberto Bava, italienischer Regisseur, Drehbuchautor und Filmproduzent
- 03. April: Harry Palmer, US-amerikanischer Autor sowie Gründer und Geschäftsführer
- 04. April: Robert Schindel, österreichischer Schriftsteller, Lyriker und Regisseur
- 06. April: Viveca Lärn, schwedische Kinderbuchautorin und Schriftstellerin
- 08. April: Christoph Hein, deutscher Schriftsteller, Übersetzer und Essayist
- 08. April: Hans Pretterebner, österreichischer Journalist († 2024)
- 09. April: Lars Norén, schwedischer Lyriker, Dramatiker und Theaterregisseur († 2021)
- 13. April: Hans Christoph Buch, deutscher Schriftsteller und Journalist
- 18. April: H. Gustav Klaus, deutscher Anglist und Literaturwissenschaftler († 2020)
- 19. April: Lothar Romain, deutscher Journalist und Kunstwissenschaftler († 2005)
- 20. April: Konrad Feilchenfeldt, schweizerisch-deutscher Literaturwissenschaftler
- 23. April: Niklaus Schilling, Filmregisseur, Kameramann und Autor († 2016)

- 02. Mai: Franz Innerhofer, österreichischer Schriftsteller († 2002)
- 04. Mai: Edmund Wnuk-Lipiński, polnischer/kaschubischer Soziologe und Science-Fiction-Autor († 2015)
- 05. Mai: John Rhys-Davies, britischer Schauspieler und Schriftsteller
- 10. Mai: Jim Abrahams, US-amerikanischer Regisseur, Produzent und Drehbuchautor († 2024)
- 12. Mai: Eva Demski, deutsche Schriftstellerin
- 13. Mai: Armistead Maupin, US-amerikanischer Schriftsteller
- 16. Mai: Achim Bröger, deutscher Kinder- und Jugendbuchautor
- 18. Mai: W. G. Sebald, deutscher Schriftsteller († 2001)
- 23. Mai: Martin Pollack, österreichischer Journalist, Schriftsteller und literarischer Übersetzer († 2025)
- 28. Mai: Lutz Mohr, deutscher Historiker und Publizist
- 29. Mai: Dagmar Chidolue, deutsche Schriftstellerin

- 01. Juni: Jean-Jacques Andrien, belgischer Filmregisseur, Drehbuchautor und Filmproduzent
- 01. Juni: Björn Pätzoldt, deutscher Politologe und Verleger
- 04. Juni: Yossi Abolafia, israelischer Autor und Illustrator
- 04. Juni: Marianne Gruber, österreichische Schriftstellerin
- 06. Juni: Bernd Schroeder, deutscher Schriftsteller († 2023)
- 08. Juni: Anna Jonas, deutsche Schriftstellerin († 2013)
- 15. Juni: Antônio Brasileiro, brasilianischer Schriftsteller
- 18. Juni: Hermann Kinder, deutscher Schriftsteller und Literaturwissenschaftler († 2021)
- 19. Juni: Chico Buarque, brasilianischer Sänger, Komponist und Schriftsteller
- 22. Juni: Helmut Dietl, deutscher Filmregisseur und Drehbuchautor († 2015)
- 23. Juni: Peter Bieri, Pseudonym: Pascal Mercier, Schweizer Philosoph und Schriftsteller († 2023)
- 28. Juni: Klaus Middendorf, deutscher Literaturagent und Schriftsteller († 2017)

### Juli bis September
- 04. Juli: Jaimy Gordon, US-amerikanische Schriftstellerin
- 06. Juli: Bernhard Schlink, deutscher Schriftsteller
- 14. Juli: Henning Pawel, deutscher Kinderbuchautor und Schriftsteller († 2022)
- 15. Juli: Bernd-Lutz Lange, deutscher Autor und Kabarettist
- 15. Juli: Omar Saavedra Santis, chilenischer Schriftsteller († 2021)
- 16. Juli: Jörg Fauser, deutscher Schriftsteller und Journalist († 1987)
- 18. Juli: Georges Anglade, haïtianisch-kanadischer Schriftsteller, Geograph und Politiker († 2010)
- 19. Juli: Philip DeGuere, US-amerikanischer Drehbuchautor († 2005)
- 23. Juli: Alex Buzo, australischer Dramatiker und Autor († 2006)
- 24. Juli: Marianne Sydow, deutsche Schriftstellerin († 2013)
- 30. Juli: Renate Feyl, deutsche Schriftstellerin
- 000Juli: Wilhelm Schellenberg, deutscher Sprachwissenschafter

- 02. August: Jeannette Miller, dominikanische Lyrikerin und Erzählerin, Essayistin, Pädagogin und Kunsthistorikerin
- 02. August: Günter Stössel, deutscher Schriftsteller, fränkischer Mundartdichter, Kabarettist und Liedermacher († 2023)
- 04. August: Gregor Benko, US-amerikanischer Publizist und Herausgeber historischer Klavieraufnahmen
- 04. August: Björn Hellberg, schwedischer Schriftsteller
- 18. August: Kurt Hutterli, Schweizer Schriftsteller
- 18. August: Claudia Keller, deutsche Schriftstellerin
- 23. August: Gustav Ernst, österreichischer Schriftsteller
- 24. August: Paulo Leminski, brasilianischer Schriftsteller († 1989)
- 29. August: Lukas Hartmann, Schweizer Schriftsteller
- 30. August: Molly Ivins, US-amerikanische Zeitungskolumnistin, politische Kommentatorin und Bestseller-Autorin († 2007)

- 05. September: Urban Gwerder, Schweizer Schriftsteller, Künstler und Herausgeber († 2017)
- 14. September: Martin Sperr, deutscher Dramatiker und Schauspieler († 2002)
- 16. September: Alev Alatlı, türkische Ökonomin, Philosophin, Schriftstellerin und Übersetzerin († 2024)
- 18. September: Ton Anbeek, niederländischer Autor und Literaturwissenschaftler
- 21. September: Fannie Flagg, US-amerikanische Schriftstellerin
- 22. September: Brian Gibson, britischer Filmregisseur, Drehbuchautor und Filmproduzent († 2004)
- 23. September: Ivan Martin Jirous, tschechischer Lyriker († 2011)
- 26. September: Peter Turrini, österreichischer Schriftsteller
- 27. September: Franz Hodjak, deutscher Schriftsteller († 2025)

### Oktober bis Dezember
- 01. Oktober: Antti Tuuri, finnischer Schriftsteller
- 02. Oktober: Abdulah Sidran, jugoslawischer bzw. bosnischer Lyriker, Schriftsteller und Drehbuchautor († 2024)
- 02. Oktober: Vernor Vinge, US-amerikanischer Science-Fiction-Autor, Mathematiker und Informatiker († 2024)
- 04. Oktober: Franz Brandl, deutscher Barmeister und Sachbuchautor
- 09. Oktober: Jürgen Busche, deutscher Journalist, Autor und Literaturkritiker († 2024)
- 14. Oktober: Hartmut Fähndrich, deutsch-schweizerischer Arabist und Übersetzer aus dem Arabischen
- 14. Oktober: Volker Kluge, deutscher Sportjournalist und Publizist
- 21. Oktober: Martin Roda Becher, Schweizer Schriftsteller
- 21. Oktober: Ene Mihkelson, estnische Schriftstellerin († 2017)
- 26. Oktober: Leta Semadeni, Schweizer Schriftstellerin
- 29. Oktober: Francis R. Nicosia, US-amerikanischer Historiker († 2023)

- 01. November: Kinky Friedman, US-amerikanischer Country-Musiker, Schriftsteller und Politiker († 2024)
- 03. November: Rosemarie Tietze, deutsche Literaturübersetzerin
- 15. November: Jobst Knigge, deutscher Journalist und Historiker
- 16. November: Hugo Dittberner, deutscher Schriftsteller
- 17. November: Fitzgerald Kusz, deutscher Schriftsteller
- 21. November: Harold Ramis, US-amerikanischer Schauspieler, Regisseur und Drehbuchautor († 2014)
- 23. November: Joe Eszterhas, US-amerikanischer Drehbuchautor
- 25. November: Maarten ’t Hart, niederländischer Schriftsteller
- 28. November: Rita Mae Brown, US-amerikanische Schriftstellerin

- 01. Dezember: Tahar Ben Jelloun, frankophoner marokkanischer Schriftsteller
- 02. Dezember: Botho Strauß, deutscher Schriftsteller und Dramatiker
- 11. Dezember: Hans Rauscher, österreichischer Journalist und Buchautor
- 12. Dezember: Siegmar Faust, deutscher Schriftsteller und Bürgerrechtler
- 20. Dezember: Gernot Wolfgruber, österreichischer Schriftsteller
- 27. Dezember: Inge Meyer-Dietrich, deutsche Kinder- und Jugendbuchautorin
- 27. Dezember: Markus Werner, Schweizer Schriftsteller († 2016)
- 29. Dezember: Gilbert Adair, britischer Schriftsteller und Filmkritiker († 2011)

### Genaues Geburtsdatum unbekannt
- İhsan Aksoy, türkischer Autor
- Axel Andree, deutscher Theaterregisseur, Schriftsteller, Kunstmaler und Bühnenbildner
- Verena Auffermann, deutsche Publizistin, Literaturkritikerin, Dozentin und Herausgeberin
- Mihran Dabag, deutscher Wissenschaftler und Publizist
- Barry McKinnon, kanadischer Dichter († 2023)

## Gestorben

### Erstes Halbjahr

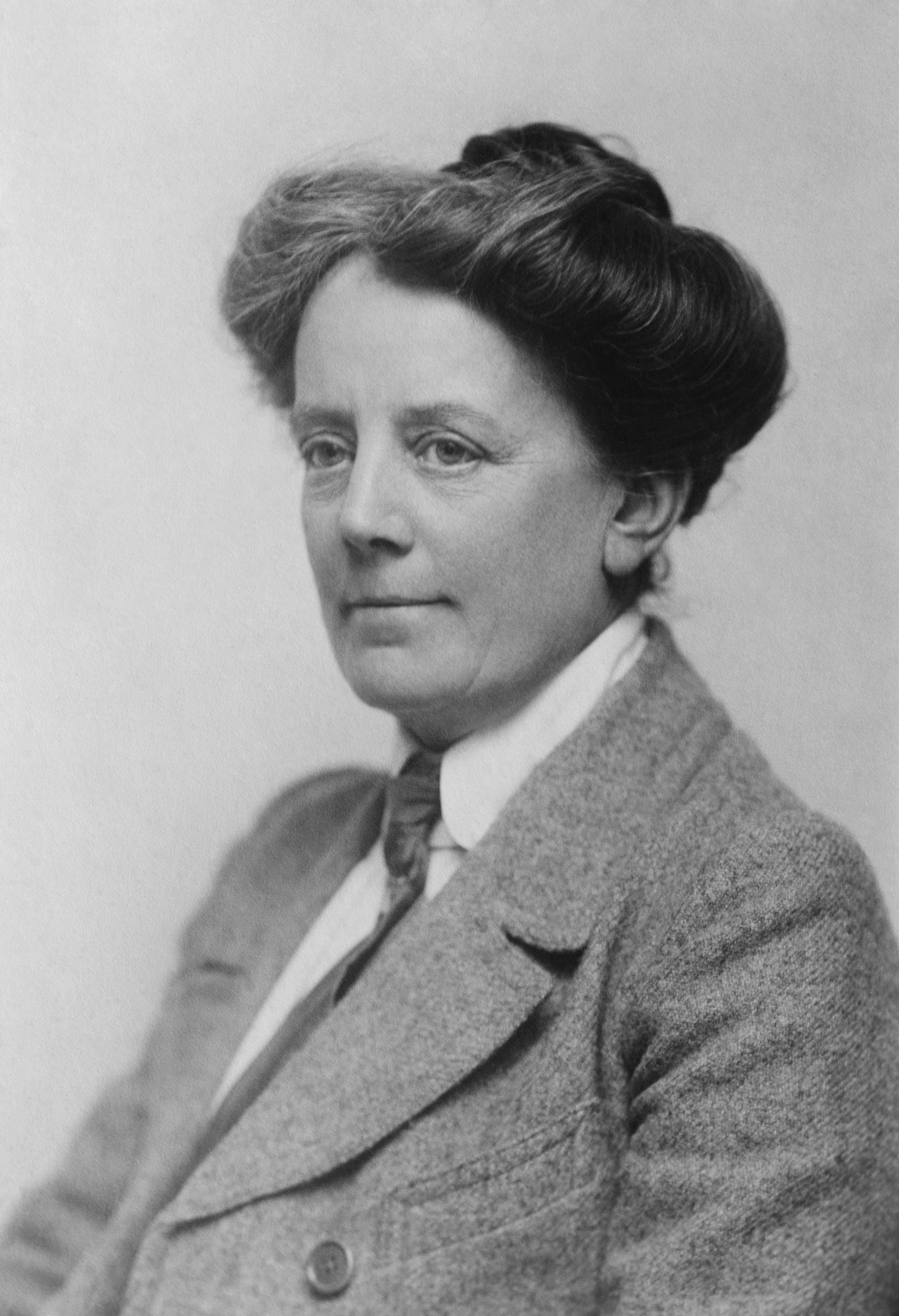
Ethel Smyth

- 08. Januar: Josef Angermann, österreichischer Schriftsetzer und Kommunist (* 1912)
- 22. Januar: Charles Erskine Scott Wood, US-amerikanischer Offizier, Anwalt, Schriftsteller (* 1852)
- 30. Januar: Hermann Kükelhaus, deutscher Dichter (* 1920)
- 31. Januar: Jean Giraudoux, französischer Dramatiker (* 1882)
- 31. Januar: William Allen White, US-amerikanischer Journalist, Politiker und Schriftsteller (* 1868)

- 16. Februar: Henri Nathansen, dänischer Schriftsteller und Theaterregisseur (* 1868)
- 26. Februar: Berthold Jacob, deutscher Journalist und Pazifist (* 1898)
- 27. Februar: Gustav Amweg, Schweizer Autor und Lehrer (* 1874)

- 06. April: Isolde Kurz, deutsche Schriftstellerin (* 1853)
- 23. April: Chikamatsu Shūkō, japanischer Schriftsteller und Literaturkritiker (* 1876)
- 24. April: Kilian Kirchhoff, deutscher Priester, Übersetzer und Dissident (* 1892)

- 01. Mai: Jizchak Katzenelson, jüdischer Schriftsteller (* 1886)
- 04. Mai: Karl Bröger, deutscher Arbeiterdichter (* 1886)
- 06. Mai: Paul Oskar Höcker, deutscher Redakteur und Schriftsteller (* 1865)
- 08. Mai: Hanns Sassmann, österreichischer Schriftsteller (* 1882)
- 08. Mai: Ethel Smyth, britische Komponistin, Dirigentin, Schriftstellerin und Frauenrechtlerin (* 1858)
- 12. Mai: Arthur Quiller-Couch, britischer Schriftsteller und Kritiker (* 1863)
- 16. Mai: George Ade, US-amerikanischer Schriftsteller (* 1866)
- 17. Mai: Milena Jesenská, österreichisch-tschechische Schriftstellerin (* 1896)
- 21. Mai: René Daumal, französischer Schriftsteller (* 1908)

- 10. Juni: Christa Winsloe, deutsch-ungarische Schriftstellerin, Drehbuchautorin und Dramatikerin (* 1888)
- 13. Juni: Henri Ghéon, französischer Schriftsteller (* 1875)
- 17. Juni: Frieda Schanz, deutsche Jugendbuchautorin und Lehrerin (* 1859)
- 19. Juni: Lilli Jahn, deutsche Ärztin und Briefautorin (* 1900)
- 27. Juni: Hans Kloepfer, österreichischer Arzt und Schriftsteller (* 1867)

### Zweites Halbjahr

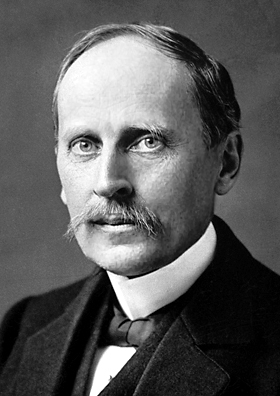
Romain Rolland, 1915

- 30. Juli: Otto Walter, Schweizer Verleger, Redakteur, Schriftsteller und Politiker (* 1889)
- 31. Juli: Antoine de Saint-Exupéry, französischer Schriftsteller und Pilot (* 1900)

- 04. August: Krzysztof Kamil Baczyński, polnischer Dichter und Soldat der Polnischen Heimatarmee (* 1921)
- 09. August: Else Wildhagen, deutsche Schriftstellerin (* 1863)

- 25. September: Jakob Schaffner, Schweizer Schriftsteller (* 1875)
- 26. September: Manuk Abeghian, Gelehrter der armenischen Literatur und Folklore (* 1865)

- 06. Oktober: Ilse Weber, tschechoslowakische deutschsprachige jüdische Schriftstellerin (* 1903)
- 16. Oktober: Jón Sveinsson, isländischer Schriftsteller (* 1857)
- 00. Oktober: Jurij Chěžka, sorbischer Dichter (* 1917)

- 07. November: Richard Sorge, deutscher Journalist und Spion für die Sowjetunion in Japan (* 1895)
- 30. November: Max Halbe, deutscher Schriftsteller und Dramatiker (* 1865)

- 25. Dezember: Kataoka Teppei, japanischer Schriftsteller (* 1894)
- 26. Dezember: Ernst Kapff, deutscher Schriftsteller, Reformpädagoge und Archäologe (* 1863)
- 30. Dezember: Romain Rolland, französischer Schriftsteller (* 1866)

### Genaues Todesdatum unbekannt
- Hildegunde Fritzi Anders, deutsche Schriftstellerin (* 1904)
- Mihran Nakkashian, armenischer Herausgeber und Publizist (* 1850)